# Wat Phutthaisawan

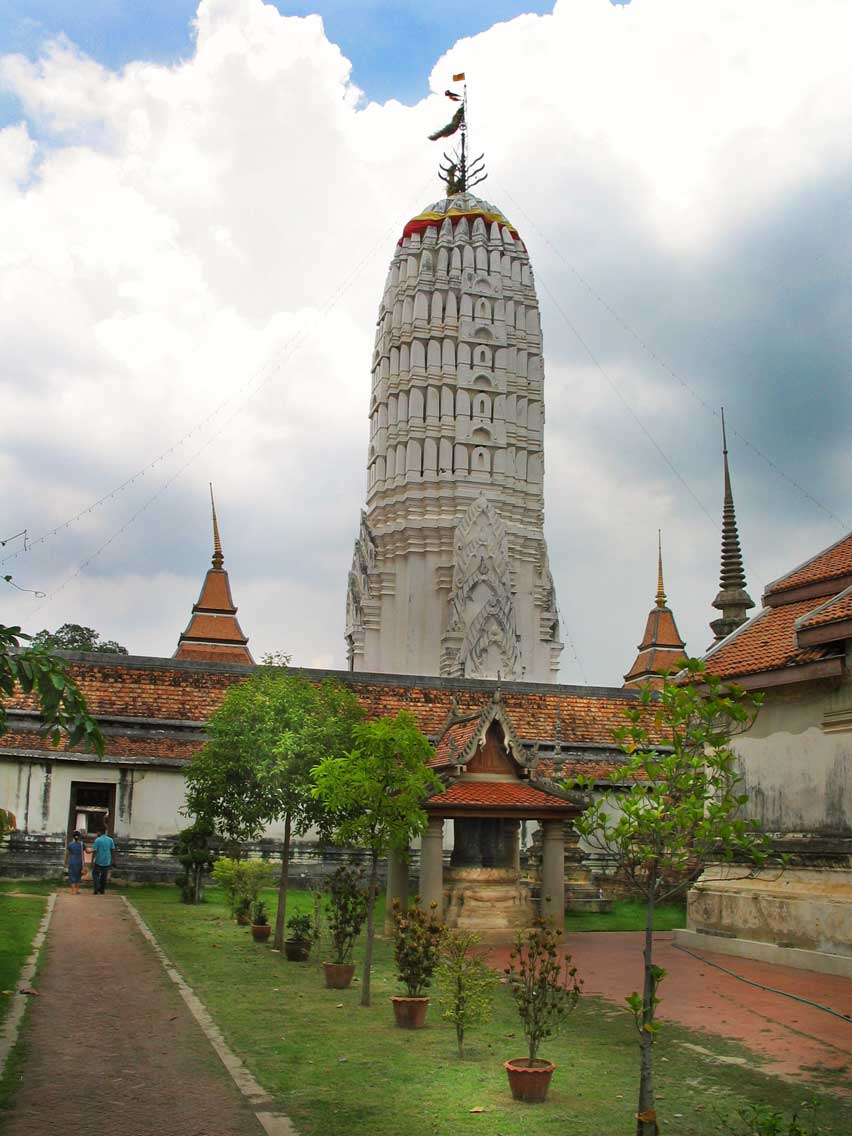
Prang des Wat Phutthaisawan

Der Wat Phutthaisawan (thailändisch วัดพุทไธศวรรย์) ist eine buddhistische Tempelanlage (Wat) im Geschichtspark Ayutthaya, Zentralthailand.

## Lage
Der Wat Phutthaisawan liegt am Südufer des Mae Nam Chao Phraya (Chao-Phraya-Fluss), südlich der Altstadt von Ayutthaya.

## Baugeschichte

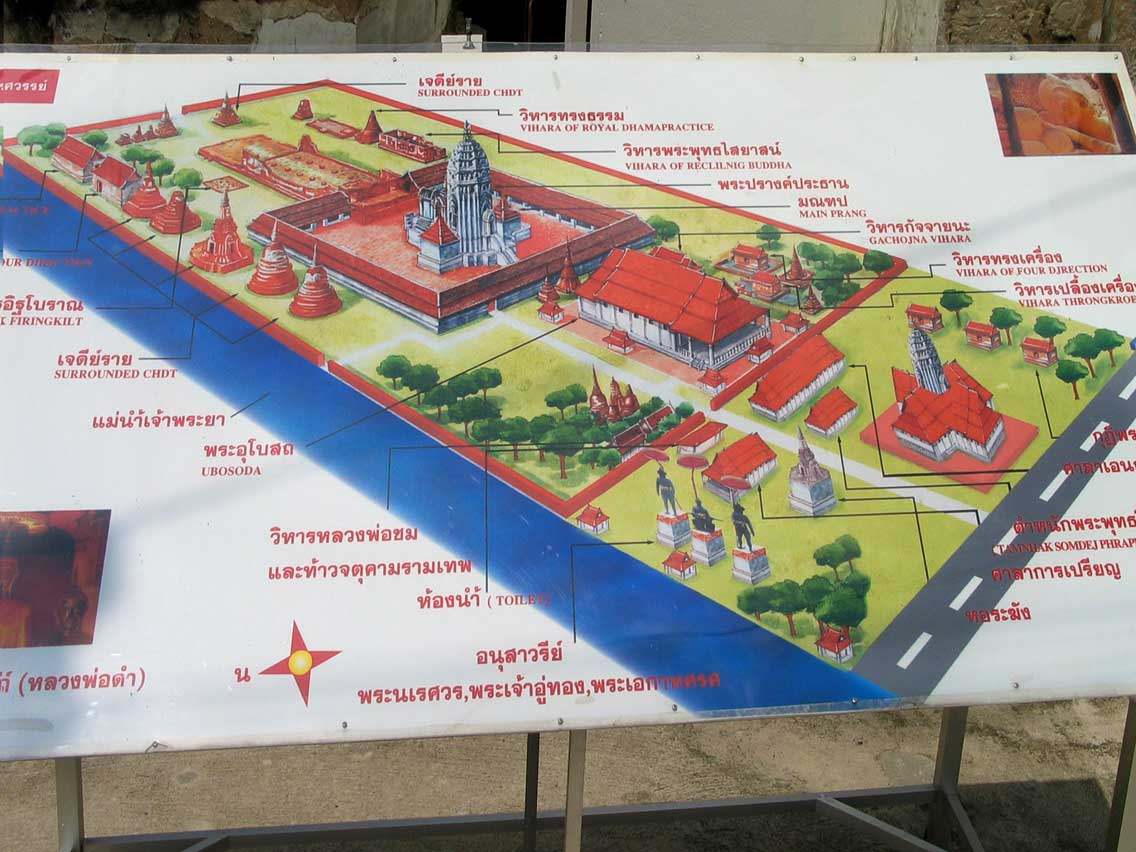
Übersichtsplan des Wat Phutthaisawan

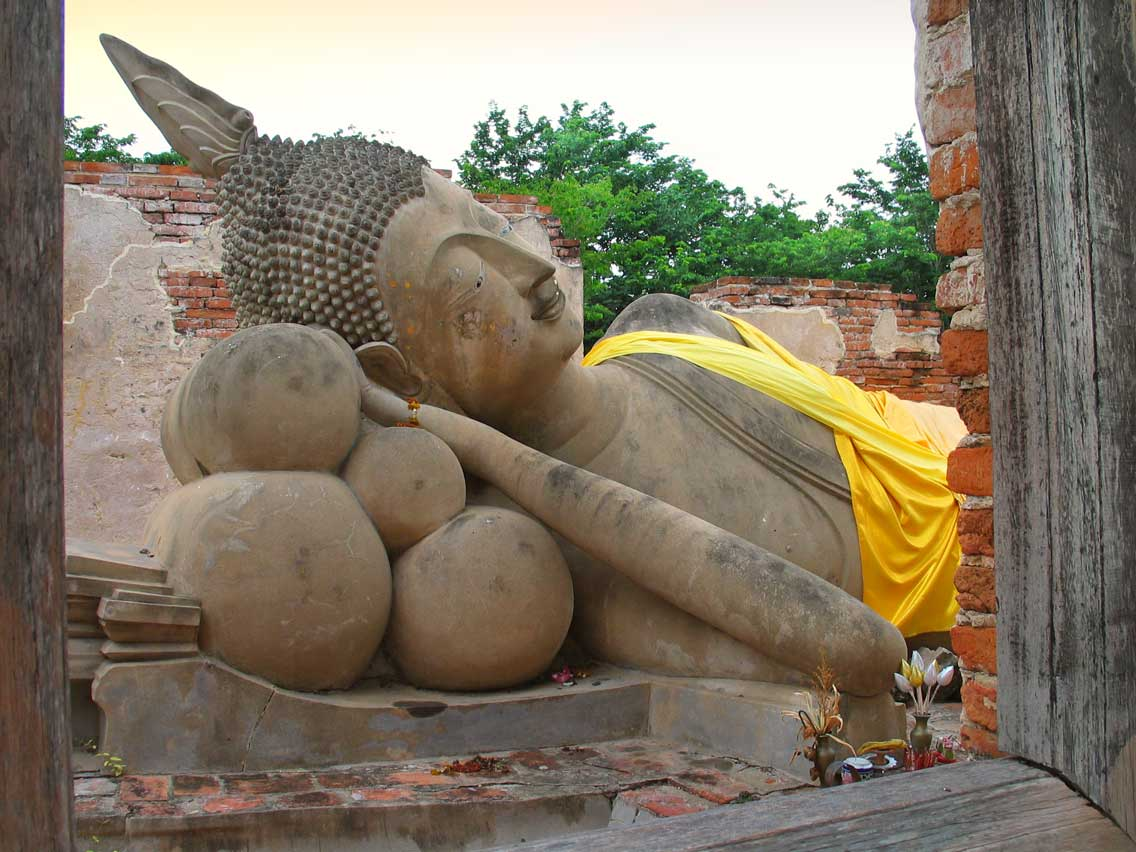
Liegende Buddha-Statue im Wat Phutthaisawan

Der Legende nach soll hier auf dem Gebiet des heutigen Tempels Phra Chao U Thong, der spätere König Ramathibodi I., sein Lager aufgeschlagen haben, bevor er seine Hauptstadt Ayutthaya gründete. Wahrscheinlich hat er hier auch bis zur Fertigstellung seines Palastes, dem Wang Luang, im Jahre 1353 seinen temporären Wohnort gehabt.
Der holländische Kaufmann und Chronist Jeremias Van Vliet beschreibt in seiner „Kurzen Geschichte der Könige von Siam“, dass König Ramathibodi I. drei Tempel bauen ließ, „die noch immer als die wichtigsten im Königreich angesehen werden: den Nopphathat, welcher am heiligsten war; Raeyjae Boenna, … und Watdoem“, womit Wat Mahathat, Wat Ratchabun (nicht identisch mit dem heutigen Wat Ratchaburana) und – möglicherweise – Wat Phutthaisawan gemeint waren, wie der Historiker David K. Wyatt annahm.
Zur Gründung des Wat Phutthaisawan gibt es in den Königlichen Chroniken von Ayutthaya (Lit.: Cushman, 2000) widersprüchliche Einträge. Die Version Phan Chanthanumat von 1795 setzt ebenfalls König U Thong als Gründer des Tempels fest, wohingegen Somdet Phra Phonnarat in seiner Sangitiyavamsa von König Naresuan (reg. 1590–1605) ausgeht. Schließlich sprechen die Bewohner von Ayutthaya, die 1767 als Gefangene nach Burma gebracht wurden, in ihrem Statement of the Residents of the Old Capital von König Songtham (reg. 1611–1628), der zwei Klöster aus seinem privaten Budget einrichten ließ, „um den Mönchen die Möglichkeit zu geben, Pali zu studieren“, nämlich Wat Phutthaisawan und Wat Rattana Mahathat.
Professor Krairiksh verglich die verfügbaren Chroniken mit zeitgenössischen Stadtplänen und Gemälden und stellte fest, dass Wat Phutthaisawan das erste Mal 1687 auf dem Stadtplan eines (unbekannten) französischen Ingenieurs als Pagode de la feue Reine („Kloster der verstorbenen Königin“) eingezeichnet ist. Auch Nicolas Gervaise, der von 1683 für vier Jahre in Ayutthaya lebte, erwähnt ein Kloster dieses Namens. Gemäß seinen Aufzeichnungen wurde ein „neues Kloster zu Ehren der verstorbenen Königin erbaut“, woraus sich schließen lässt, dass König Narai diesen Tempel in Erinnerung an seine Königin errichten ließ. Auch der Grundriss des zentralen Prang, der von zwei kleineren im Norden und im Süden flankiert war, erinnert an ein ähnliches Ensemble im Wat Mahathat in Lopburi, dass ebenfalls von König Narai in den 1660ern gebaut wurde. Als König Boromakot im Jahr 1750 einer singhalesischen Delegation von Mönchen den Wat Phutthaisawan zeigte, musste es sich bereits um einen sehr wichtigen und eindrucksvollen Tempel gehandelt haben, wie der Reisebericht der Besucher zeigt.
Im Jahr 1868 in der Regierungszeit von König Chulalongkorn (Rama V.) wurde der Prang mit Mitteln renoviert, die die Bürger von Ayutthaya gespendet hatten.

## Sehenswürdigkeiten
Das wichtigste Bauwerk ist im Zentrum des Putthawat der Prang, dessen Form an einen Maiskolben erinnert und der zum Symbol der Klöster aus der frühen Ayutthaya-Periode wurde. Der Eingang im Norden ist über einen Vorbau erreichbar, auf dessen Dach eine kleine Chedi mit 12 eingerückten Ecken steht. Im Innern befindet sich eine kleine Chedi mit einem Fußabdruck Buddhas. Nördlich und südlich des Prang davon befinden sich heute auf der gleichen Plattform zwei Mondops, offensichtlich aus neuerer Zeit, anstelle der wohl ursprünglich vorhandenen kleinen Prangs. Mondops und Prang werden von einem quadratischen, nach innen offenen Kreuzgang (Phra Rabieng) umgeben, in dem sich noch heute zahlreiche Buddha-Statuen befinden.
Westlich des Prangs befindet sich der Ubosot, südlich davon zwei kleinere Wihan. Im östlichen Teil des Tempels sind neben einigen kleineren Chedis die Grundmauern eines Brennofens zu sehen, die Ruinen eines größeren Viharn, sowie ein Viharn mit einer großen liegenden Buddha-Statue.
Der Sanghawat, der Wohnbereich der Mönche, liegt im westlichen Teil des Tempels. Hier steht auch die zweistöckige ehemalige Residenz des Supreme Patriarch. Im Innern sind sehr verblichene Wandmalereien zu sehen mit Geschichten aus dem Leben des Buddha sowie den Jataka.